# Дерен Ібрагім
Дерен Ібрагім (англ. Deren Ibrahim; нар. 9 березня 1991, Сідкап, Англія) — гібралтарський футболіст, воротар. Найбільше відомий своїми виступами за англійський «Дартфорд» та національну збірну Гібралтару. Тренер воротарів у «Джиллінгемі» та юнацькій збірній Уельсу (U-19).

## Клубна кар'єра
У віці від 8 до 11 років навчався в академії «Квінз Парк Рейнджерс». Починаючи з 2001 року, Ібрагім пройшов молодіжні команди «Дартфорда», перш ніж дебютувати за дорослий склад 13 березня 2008 року. У 2010 році підписав 3-місячний орендний договір з мальтійським «Сент Ендрюс» з другого дивізіону національного чемпіонату. Також грав в оренді за «Сіттінбурн», «Маргейт», «Мейдстоун Юнайтед», «Лезергід», а також за «Фенікс Спортс». У 2014 році підписав короткострокову орендну угоду з «Тонбридж Енджелс». У віці 24 років у 2015 році став основним воротарем «Дартфорда» після того, як зіграв за клуб 37 матчів з моменту свого дебюту в лізі в 2008 році. Ібрагім відзначився своїм першим голом за «Дартфорд» 27 серпня 2016 року зі штрафного зі своєї половини поля в поєдинку проти «Гангерфорд Таун», а 13 жовтня 2018 року відзначився другоим голом, знову ударом зі штрафного на своїй половині поля в поєдинку проти «Чіппенгем Тауна».
У жовтні 2018 року залишив «Дартфорд», щоб зайняти посаду тренера воротарів академії в «Чарльтон Атлетік».
У березні 2019 року зіграв одну гру в Вазі ФА за «Крей Веллі ПМ».
30 березня 2019 року приєднався до «Тонбридж Енджелз» до завершення сезону 2018/19 років. Однак у травні 2019 року він повернувся в «Крей Веллі ПМ», де залишився на лаві запасних у фіналі Вази ФА 2019.

## Кар'єра в збірній
Вперше отримав виклик до національної збірної Гібралтару в жовтні 2016 року на матчі кваліфікації чемпіонату світу 2018 року проти Естонії та Бельгії. Дебютував на міжнародній арені в програному (0:6) матчі проти Бельгії. У вище вказаному матчі пропустив м'яч від Крістіана Бентеке лише через 7 секунд від стартового свистка, це був найшвидший гол за всю історію кваліфікації чемпіонату світу.

## Кар'єра тренера
З 2017 по 2018 рік працював тренером воротарів в академії «Арсеналу». 14 лютого 2022 року стало відомо про те, що Ібрагім приєднався до тренерського штабу клубу «Джіллінгема», який виступає в Першій лізі. З 2019 року — тренер воротарів юнацької збірної Уельсу (U-19).

## Статистика виступів у збірній

### По роках
Станом на 11 жовтня 2017
| національна збірна Гібралтару | національна збірна Гібралтару | національна збірна Гібралтару | національна збірна Гібралтару |
| Рік                           | Матчі                         | Голи                          |                               |
| ----------------------------- | ----------------------------- | ----------------------------- | ----------------------------- |
| 2016                          | 2                             | 0                             |                               |
| 2017                          | 6                             | 0                             |                               |
| Загалом                       | 8                             | 0                             |                               |

### По матчах
| Матчі Дерена Ібрагіма у футболці збірної Гібралтару | Матчі Дерена Ібрагіма у футболці збірної Гібралтару | Матчі Дерена Ібрагіма у футболці збірної Гібралтару | Матчі Дерена Ібрагіма у футболці збірної Гібралтару | Матчі Дерена Ібрагіма у футболці збірної Гібралтару | Матчі Дерена Ібрагіма у футболці збірної Гібралтару |
| №                                                   | Дата                                                | Матч                                                | Рахунок                                             | Змагання                                            | Голи                                                |
| Як гравець «Дартфорда»                              | Як гравець «Дартфорда»                              | Як гравець «Дартфорда»                              | Як гравець «Дартфорда»                              | Як гравець «Дартфорда»                              | Як гравець «Дартфорда»                              |
| --------------------------------------------------- | --------------------------------------------------- | --------------------------------------------------- | --------------------------------------------------- | --------------------------------------------------- | --------------------------------------------------- |
| 1                                                   | 10 жовтня 2016                                      | Гібралтар – Бельгія                                 | 0 – 6                                               | кваліфікація ЧС                                     | 0                                                   |
| 2                                                   | 13 листопада 2016                                   | Кіпр – Гібралтар                                    | 3 – 1                                               | кваліфікація ЧС                                     | 0                                                   |
| 3                                                   | 25 березня 2017                                     | Боснія і Герцеговина – Гібралтар                    | 5 – 0                                               | кваліфікація ЧС                                     | 0                                                   |
| 4                                                   | 9 червня 2017                                       | Гібралтар – Кіпр                                    | 1 – 2                                               | кваліфікація ЧС                                     | 0                                                   |
| 5                                                   | 31 серпня 2017                                      | Бельгія – Гібралтар                                 | 9 – 0                                               | кваліфікація ЧС                                     | 0                                                   |
| 6                                                   | 3 вересня 2017                                      | Гібралтар – Боснія і Герцеговина                    | 0 – 4                                               | кваліфікація ЧС                                     | 0                                                   |
| 7                                                   | 7 жовтня 2017                                       | Гібралтар – Естонія                                 | 0 – 6                                               | кваліфікація ЧС                                     | 0                                                   |
| 8                                                   | 10 жовтня 2017                                      | Греція – Гібралтар                                  | 4 – 0                                               | кваліфікація ЧС                                     | 0                                                   |

## Досягнення

### Клубні
«Дартфорд»
- Істмійська ліга
  -  Чемпіон (1): 2009/10

- Кубок Кента
  -  Володар (1): 2015/16